# Двигатель Nissan RB
Двигатели Nissan серии RB — бензиновые двигатели внутреннего сгорания производства Nissan Motors. Представляют собой 6-цилиндровые, рядные, 2,0—3,0-литровые двигатели, производившиеся компанией Nissan c 1985 по 2004 годы.
Обе версии двигателя с одним распредвалом (SOHC) и двумя распредвалами (DOHC) выпускались с алюминиевой головкой блока цилиндров. У версий SOHC 2 клапана на цилиндр, у версий DOHC 4 клапана на цилиндр; все контуры кулачка перемещают только один клапан. Все двигатели RB с ременным приводом распредвалов и чугунным блоком цилиндров. У большинства турбо-моделей есть интеркулер (исключениями являются одновальный L20ET/L20ETT, RB20ET и двигатель RB30ET), и большинство оборудованы клапаном сброса избыточного давления (bypass)(исключения Laurel и Cefiro), используемым для сброса избыточного давления, образующегося вследствие понижения передачи, при сбросе газа (когда дроссель закрыт). Некоторые источники указывают, что «RB» означает ('Race breed'), хотя это оспаривается. Двигатели Nissan RB являются производными от шестицилиндрового Nissan L20E, L20ET, L20ETT имеющего тот же диаметр и ход, как и RB20. Японские каталоги расшифровывают серию RB как Response&Balance.
Все двигатели серий L, RB, VG, VQ, VR производились в Иокогаме, Япония, где теперь производятся двигатели VR38DETT.

## Диаметры цилиндров двигателей серии и ход поршня
Объём, диаметр цилиндра и ход поршня для двигателей RB: 

RB20 — 2,0 л (1998 куб.см, диаметр цилиндра: 78,0 мм, ход: 69,7 мм) 

RB24 — 2,4 л (2428 куб.см, диаметр цилиндра: 86,0 мм, ход: 69,7 мм) 

RB25 — 2,5 л (2498 куб.см, диаметр цилиндра: 86,0 мм, ход: 71,7 мм) 

RB26 — 2,6 л (2568 куб.см, диаметр цилиндра: 86,0 мм, ход: 73,7 мм) 

RB30 — 3,0 л (2962 куб.см, диаметр цилиндра: 86,0 мм, ход: 86,0 мм)

## L20/RB20
Существовали различные версии L2,0 л RB20 двигателей:
- L20E — один распределительный вал (96 до 110 кВт (130 до 145 л.с.) при 5600 об/мин, 167 до 181 Н·м (17 до 18,5 кгс·м) при 4400 об/мин). Устанавливался на японском рынке на Nissan Skyline R30, в Австралии и Новой Зеландии встречался на Holden Commodore.
- L20ET/L20ETT — один распределительный вал с одним или двумя турбо нагнетателями (125 кВт (170 л.с./196л.с.) при 6000 об/мин, 206 Н·м (21,0 кгс·м) при 3200 об/мин).
- RB20DE — два распределительных вала (110 до 114 кВт (150 до 155 л.с.) при 6400 об/мин, 181 до 186 Н·м (18,5 до 19 кгс·м) при 5600 об/мин) Степень сжатия 10.0, диаметр цилиндра 78 мм, ход поршня 69.7 мм. При обрыве ремня ГРМ загибает клапана.
- RB20DE NEO, мощность двигателя 155 л.с. В двигателе были модернизированы камеры сгорания и ГРМ, электронный блок управления двигателем, появился дополнительный датчик положения коленчатого вала. Улучшен низкий крутящий момент с целью снижения потребления топлива и выбросов.
- RB20DET — два распределительных вала с турбонаддувом (158 кВт (215 л.с.) при Н·м (27,0 кгс·м) при 3200 об/мин). Это вариант RB20DE с турбонаддувом, устанавливался на Skyline (31, 32 кузова), Cefiro (31 кузов), Fairlady (31 кузов) и Laurel C32-C33.
- L20ET/L20ETT — один распределительный вал с турбо надувом(194 л.с. при 5600 об/мин и 142 Н·м при 2400 об/мин)
- RB20DET-R — два распределительных вала с турбонаддувом (210 л.с. при 6400 об/мин и 245 Н·м при 4800 об/мин)

Первые RB20E/ET/DE/DET двигатели были установлены на Nissan Skyline R31. Ранние двигатели с двумя верхними распределительными валами упоминаются как «Red Top», так как они имеют красные крышки. Ранние двигатели с двумя верхними распределительными валами использовали NICS (Nissan Induction Control System) систему впрыска, а позже Twin Cam двигатели использовали систему ECCS (в электронном виде концентрированных Control System). Более поздние версии использовали систему управления двигателем ECCS. Z31 200ZR был оснащен промежуточным RB20DT типа сетевых интерфейсов. RB20DET Red Top  распределительный вал с шириной фазы газораспределения 240° на впуске, 240° на выпуске, подъем 7.3 мм и 7.8 мм. Laurel , R32 Skyline и Cefiro использовали второе поколение (1988—1993) RB20E/DE/DET. Он имел улучшенный дизайн головки блока цилиндров, и использовалась ECCS-система управления двигателем. Такие двигатели были известны как «Silver TOP».
Продолжительность фазы газораспределения на распределительном валу RB20DE: 232° впуск, 240° выпуск: подъем 7.3 мм и 7.8 мм; распределительный вал RB20DET: 240° впуск, 240° выпуск: подъем 7.3 мм и 7.8 мм.
L20ETT-R выпускался ограниченной партией в 800 штук и ставился на Nissan Skyline 211 2000GTS-R. Skyline (R30). Двигатель L20ETT с одним распредвалом а RB20, с двумя распредвалами 24 клапан  в отличие от L серии с 12 клапанами (OHC).

## RB24S

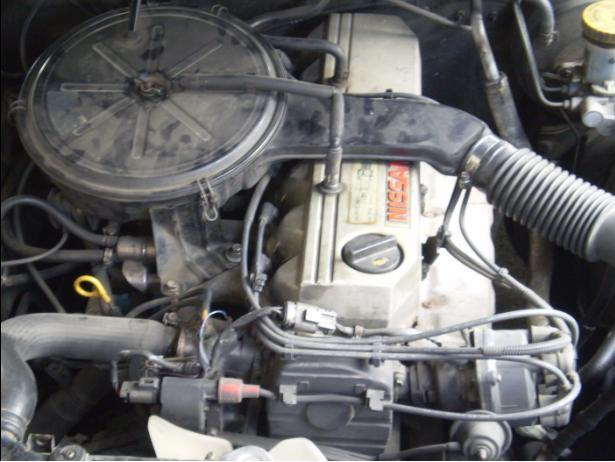
Двигатель Nissan RB24S. Карбюраторный, однораспредвальный, в Латинской Америке маркировался как Laurel Altima A31 (экспортное имя для рынка — A31 Cefiro)

Это относительно редкий и своеобразный двигатель, поскольку он не производился для внутреннего рынка Японии. Двигатель устанавливался на Nissan Cefiro с левым рулём, экспортируемый из Японии. Механически двигатель собирался из головки блока цилиндров RB30E (один распредвал), блока RB20DE/DET и коленчатого вала RB25DET/RB26DETT с поршнями высотой 34-миллиметра. Этот двигатель карбюраторный вместо инжекторного Nissan ECCS. Общая модификация должна соответствовать головке блока цилиндров с двумя распределительными валами от других двигателей серии RB, вместе с карбюратором. Стандартная форма с одним распределительным валом произвела 141 л.с. при 5000 оборотах в минуту и 197 Нм крутящего момента при 3000 оборотах в минуту.

## RB25

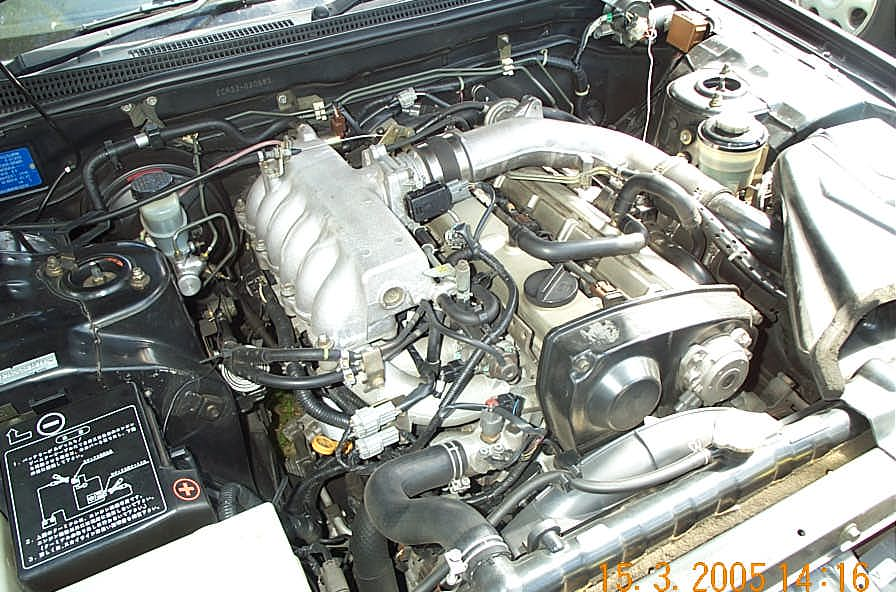
1993 RB25DET c VCT

2,5-литровый (2498 куб.см) двигатель RB25 производился в четырёх вариантах:
- RB25DE — без турбонаддува двухраспредвальный 140 кВт/190 л.с. (180—200 л.с.) при 6000 об/мин, 255 Нм (26,0 кгс·м) при 4000 об/мин);
- RB25DET — двухраспредвальный турбированный (T3 Turbo) (245 до 250 л.с. и 319 Нм);
- NEO RB25DE — без турбонаддува двухраспредвальный 147 кВт/200 л.с. при 6000 об/мин, 255 Нм (26,0 кгс·м) при 4000 об/мин);
- NEO RB25DET — двухраспредвальный турбированный (206 кВт (280 л.с.) при 6400 об / мин, 362 Нм (37,0 кгс·м) при 3200 об/мин).

Двигатели RB25DE и DET, произведенные с августа 1993, начали оснащаться системой NVCS (Nissan Variable Cam System) для впускного распредвала. Это дало новому RB25DE больше мощности и крутящего момента при более низких оборотах в сравнении с предыдущей моделью. С 1995 года была модернизирована система зажигания — катушки лишились внешнего коммутатора и получили встроенный силовой транзистор. Мощность выросла до 190 л.с. Эти моторы упоминаются как двигатели второй серии. Кроме катушек, появился другой датчик массового расхода воздуха, ECU двигателя, датчик положения распредвала и датчик положения дроссельной заслонки. Механически серии 1 и серии 2 одинаковы, за исключением впускного распредвала с механизмом изменения фазы.

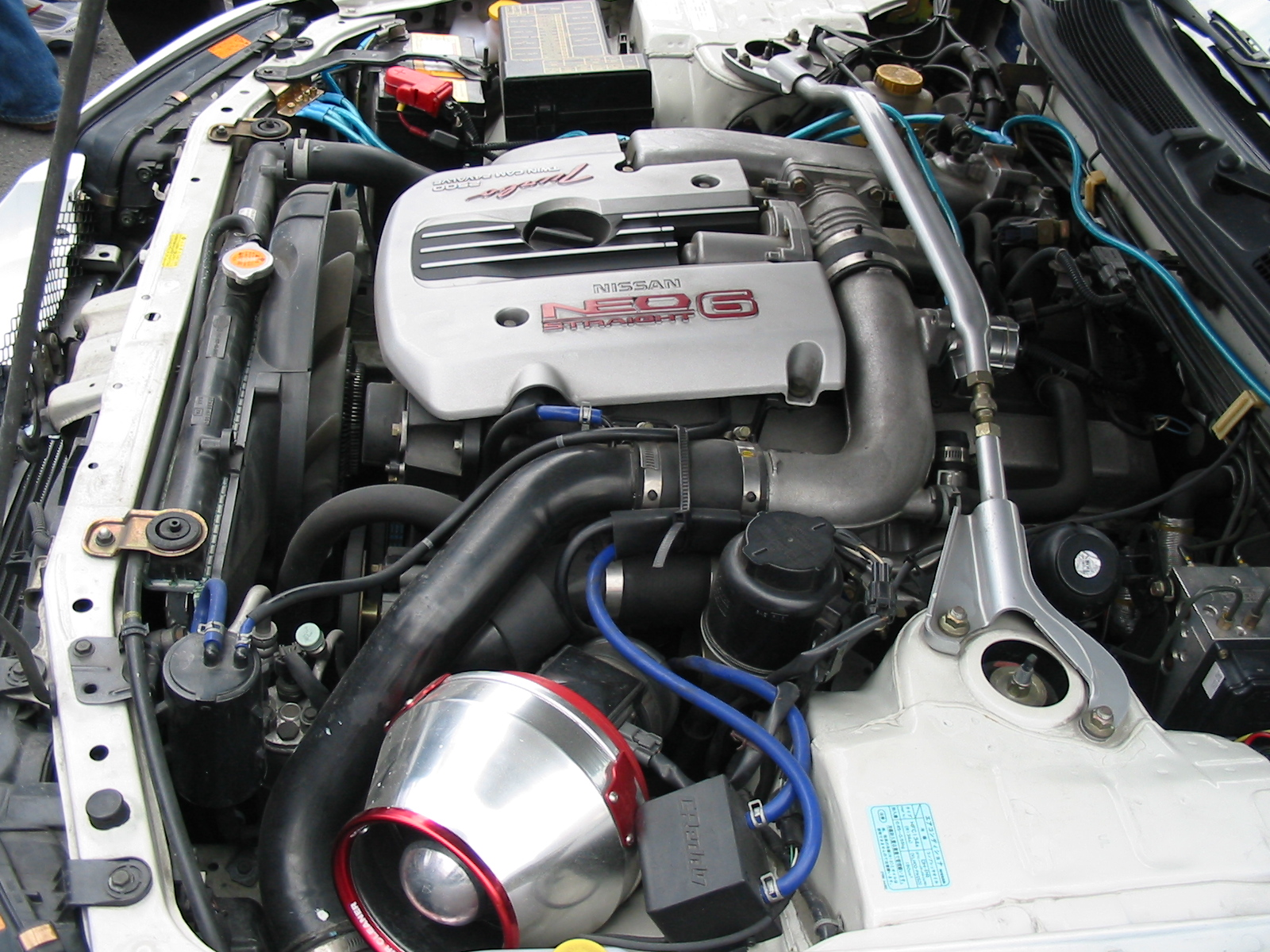
1998 RB25DET NEO

В мае 1998 года была установлена головка блока цилиндров серии NEO, которая позволила двигателю быть классифицированным как автомобиль с низким уровнем выбросов (LEV) из-за их более низкого расхода топлива и количества выхлопных газов. На двигатели серии NEO начали устанавливать обычные толкатели клапанов, взамен гидрокомпенсаторов, изменены распределительные валы и появился раздвоенный впускной коллектор. Камера сгорания уменьшена, для компенсации были установлены шатуны от RB26DETT и новые поршни, при этом степень сжатия увеличилась. На турбокомпрессор стала устанавливаться турбина большего размера, одна модификация турбокомпрессоров имела рабочее колесо компрессора и турбины, изготовленные из стали, вторая модификация оснащалась рабочим колесом компрессора, изготовленного из композиционных материалов, и рабочим колесом турбины, изготовленного с использованием керамики. Также установлен дополнительный ДПКВ и измененный блок управления двигателем. Все эти доработки позволили поднять мощность до 200 л.с., улучшили экологичность и экономичность мотора, при этом не уменьшив его надежность.
- R32 Skyline RB25DE, продолжительность открытия: 240° впуск, 232° выпуск: подъём 7.8 мм, 7.3 мм;
- R33 Skyline RB25DE, продолжительность открытия: 240° впуск, 240° выпуск: подъём 7.8 мм, 7.8 мм;
- RB25DET, продолжительность открытия: 240° впуск, 240° выпуск: подъём 7.8 мм, 7.8 мм;
- RB25DE NEO, продолжительность открытия: 236° впуск, 232° выпуск: подъём 8.4 мм, 6.9 мм;
- RB25DET NEO, продолжительность открытия: 236° впуск, 232° выпуск: подъём 8.4 мм, 8.7 мм.

## RB26DETT
Двигатель RB26DETT объемом 2,6 литров, рядный, 6-цилиндровый, использовался в основном в 1989—2002 в Nissan Skyline GT-R. Блок цилиндров RB26DETT чугунный, головка цилиндров алюминиевая. В головке цилиндров 24 клапана (по 4 клапана на цилиндр), и два распределительных вала. Впуск RB26DETT отличается от других серий двигателей RB тем, что он имеет шесть отдельных дроссельных заслонок вместо одной. На двигателе устанавливалась система с двумя турбокомпрессорами. Турбины расположены так, что фронтальная турбина работает от первых 3 цилиндров, а задняя турбина работает от  4, 5 и 6 цилиндров. Турбонагнетатели одного размера, со встроенным  вестгейт в горячей части турбины, для ограничения давления наддува до 0,7 бара.
Первое поколение RB26DETT с двойным турбонаддувом выдавал около 280 л.с. (206 кВт) при 6800 об/мин и 353 Нм при 4400 об/мин. Последнее поколение RB26DETT производило 280 л.с. (206 кВт) при 6800 об/мин и 392 Нм при 4400 об/мин. Однако несколько замеров стандартных двигателей показали максимальную мощность в 330 л.с. Причиной такого расхождения является «джентльменское соглашение» между японскими автопроизводителями, которые решили ограничить мощность двигателя любого автомобиля до 280 л.с.
Этот двигатель широко известен своими характеристиками и крайне высоким потенциалом для тюнинга. При регулярном обслуживании и замене расходных компонентов двигатель может проехать 1000000 километров и более.
|             | Длина    | Длина     | Подъём   | Подъём    |
| Распредвал  | Впускной | Выпускной | Впускной | Выпускной |
| RB26DETT    | 240°     | 236°      | 8,58 мм  | 8,28 мм   |
| RB26DETT N1 | 240°     | 236°      | 8,58 мм  | 8,28 мм   |

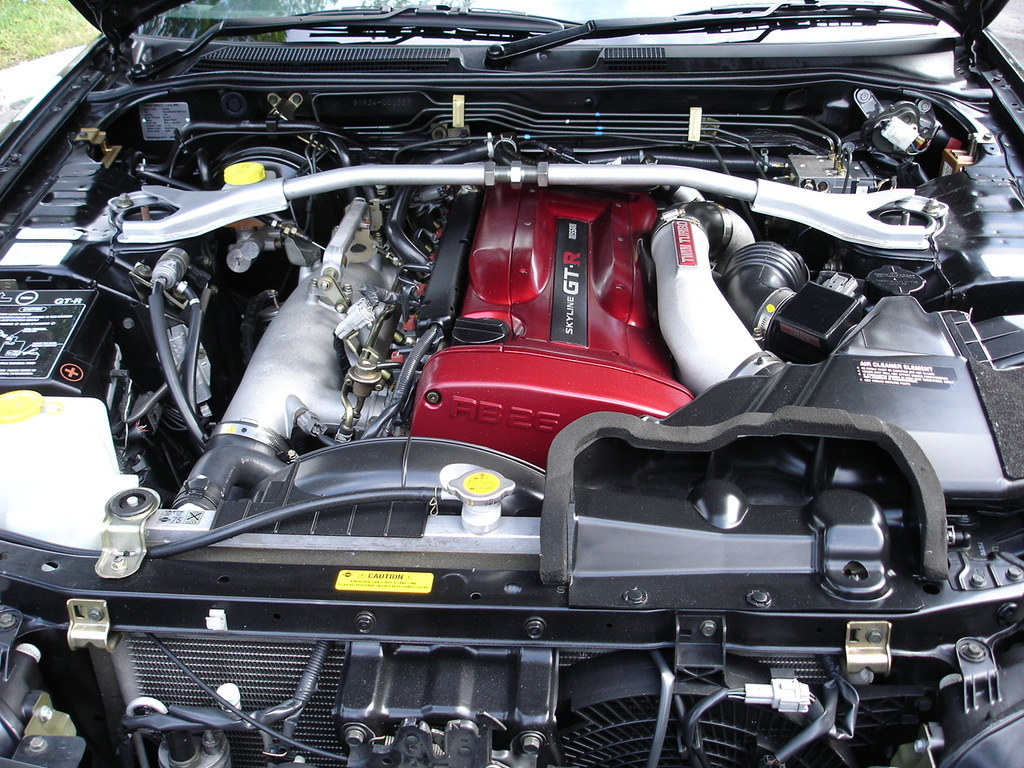
RB26DETT под капотом Nissan Skyline GT-R R34

У двигателей R32 RB26, выпущенных до 1992 года, существует проблема масляного голодания, так как масляный насос был слишком мал, что в конечном итоге и приводило к недостатку смазки на высоких оборотах. На более поздних версиях RB26 данную проблему устранили. Производители запчастей изготавливают увеличенные масляные насосы для исправления этой проблемы. Первоначально на R32 GT-R планировалось устанавливать 2,4-литровый RB24DETT, для конкурирования в классе 4000 см³ (объём умножается на 1,7, при наличии турбонаддува). Но когда инженеры добавили полноприводную систему, она сделала автомобиль тяжелым и менее конкурентоспособным. Nismo принял решение сделать двигатель 2,6-литровый Твин Турбо, и конкурировать в классе 4500 куб.см, после чего и появился двигатель RB26DETT.
RB26DETT устанавливался на следующих автомобилях:
- Nissan Skyline GT-R в кузовах R32, R33, R34
- Nissan Stagea 260RS

## RB26DETT N1
RB26DETT N1 является измененной версией двигателя RB26DETT, разработанного Nismo (Nissan Motorsports). Инженеры Nismo пришли к выводу, что стандартный двигатель RB26DETT требовал слишком сложного и многократного обслуживания при использовании в гоночных автомобилях группы-A или группы-N и, следовательно, спроектировали блок N1. Nismo установили более прочный коленчатый вал, чем изначально, поскольку во время гонок двигатель RB26DETT испытывал куда большие нагрузки. Двигатель также получил улучшения, коснувшиеся количества масляных каналов и каналов охлаждающей жидкости. Устанавливались новые поршни и поршневые кольца, модернизированные распредвалы и турбонагнетатели. Хотя все версии RB26DETT N1 двигателя использовали турбокомпрессоры Garrett T25, спецификации турбокомпрессора изменились в версии двигателя, устанавливаемого на R34. В двигателях, устанавливаемых на R32, R33 использовали турбокомпрессоры с роликовыми подшипниками. В RB26DETT N1, устанавливаемый на R34, используется турбокомпрессор Garrett GT25 с шариковыми подшипниками. Самое большое различие между турбонагнетателями, используемыми в двигателе N1, и стандартном двигателе RB26DETT, — то, что турбинные колеса в версии N1 сделаны из стали, а не керамики, используемой для стандартных турбонагнетателей RB26DETT. Керамические турбинные колеса очень ненадежны при использовании на высоких оборотах (это связано с возрастанием величины центробежных сил при увеличении скорости вращения и недостаточной прочностью керамических элементов на разрыв).
Блок двигателя RB26DETT N1 имеет маркировку 24U, тогда как стандартный блок RB26DETT отмечен с 05U.

## RB28DETT Z2
Двигатель, используемый в Nissan Skyline GT-R Z-Tune. Блок цилиндров более надёжный, чем N1, увеличен объём до 2,8 л (диаметр и ход: 87,0 x 77,7 мм). Результат — RB28, который производит 510 л.с. (368 кВт) и 540 Нм крутящего момента.

## RB30
Были произведены четыре модели 3,0-литрового RB30:
- RB30S — карбюраторный одновальный;
- RB30E — электронный впрыск, одновальный (114 кВт при 5200 об/мин, 247 Нм (25,2 кгс·м) при 3600 об/мин);
- RB30E R31 Skyline — электронный впрыск, одновальный (117 кВт при 5200 об/мин, 252 Нм (25,2 кгс·м) при 3600 об/мин);
- RB30ET VL Commodore — электронный впрыск, одновальный, с турбонаддувом (150 кВт при 5600 об/мин, 296 Нм при 3200 об/мин)[10].

Этот двигатель устанавливался на Nissan Skyline, Patrol, Terano, и на правах, купленных компанией Holden, потому что Holden 202 (3,3 л) уже не мог удовлетворить требованиям ужесточения выбросов. Nissan Motor Co. продала RB30E компании Holden для Commodore VL. У двигателя в VL из-за радиатора, установленного ниже в моторном отсеке, раскалывалась головка цилиндра, так как весь воздух поднимался к головке блока цилиндров. Эта проблема была решена на Nissan Skyline R31 установкой радиатора выше. Двигатель был довольно надежным, не считая эту проблему. RB30S устанавливался на некоторых экспортируемых ближневосточных моделей Skyline R31, Nissan Patrol. RB30E ставили в R31 Skyline и VL Commodores в Австралии, а также в Южной Африке на R31 Skylines (с 126 кВт при 5000 об/мин и 260 Нм при 3500 об/мин).
RB30ET с турбинным двигателем (производящий 150 кВт) устанавливали только в Commodore VL (доступным во всех моделях) и состоял из более низкой степени сжатия RB30E, более мощного масляного насоса, турбонагнетателя T3 Garret, 250 см³ инжектор и различный впускной коллектор. Сам двигатель все ещё популярен сегодня в измененной форме на австралийском Дрэг-рейсинге. Nissan Special Vehicles Division Australia произвел две ограниченных модели Skyline R31, GTS1 и GTS2. На них устанавливали немного более мощные двигатели RB30E за счет более долгой фазы открытия клапанов.
GTS1 RB30E — одновальный (130 кВт при 5500 об/мин, 255 Нм (26,0 кгс·м) при 3500 об/мин) — имеет специальный профиль распредвала, специальный выхлоп;
GTS2 RB30E — одновальный (140 кВт при 5600 об/мин, 270 Нм (27,5 кгс·м) при 4400 об/мин) — специальный профиль распредвала, специальный выхлоп, Piggi Back компьютер, портинг клапанов.

## RB30DE
Этот редкий двигатель был использован в Томми Кайра M30, R31 Skyline GTS-R. Изменённая головка блока цилиндров RB20DE была скреплена болтами на блоке RB30E. Двигатель производил 177 кВт (240 л.с.) при 7000 об/мин и 294 Нм (30,0 кгс·м) при 4800 об/мин.

## RB30DET

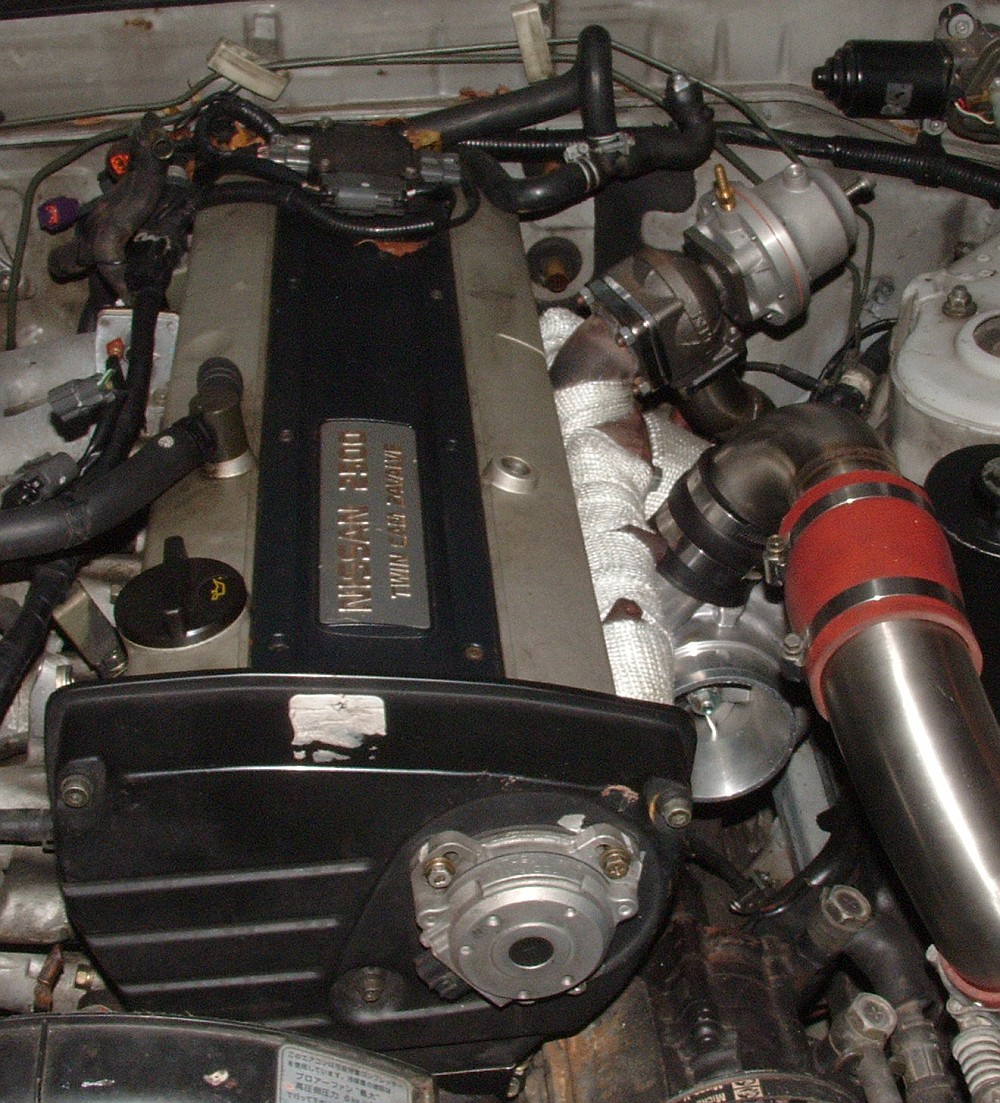
RB30DET — R31 RB30E блок, R32 RB25DE головка блока цилиндров.

Nissan не производил этот двигатель в Японии, так как разработан двигатель был в Австралии, и состоял из блока RB30E в паре с головками блока цилиндров от RB25DE, RB25DET или RB26DETT и турбонаддувом. Установка головки с двумя распредвалами с любого из этих двигателей на стандарт сжатия блока RB30E дает идеальное соотношение сжатия для гражданского двигателя с турбонаддувом — 8,2:1, что делает преобразование наиболее эффективным, в отличие от RB30E к RB30ET с высокой степенью сжатия. Хотя у этого двигателя и больший объём, чем у RB26DETT, максимально возможная мощность меньше, поскольку блок RB30 испытывает недостаток во внутреннем укреплении и, следовательно, не терпит высоких оборотов из-за гармонических проблем на 7500 оборотах в минуту. Для компенсации колебаний RB30DET производит больше крутящего момента на более низких оборотах из-за большего хода. Однако они, как было известно, достигли частот вращения двигателя до 11 000 оборотов в минуту с большим балансированием и использованием головы RB26 с твердыми подъемными приспособлениями. Мощность RB30DET в этой форме может далеко превысить мощность RB26DETT, RB30DET обычно используют только в заднеприводных автомобилях, из-за простой установки. В полноприводных GTR или GTS4 — соединительная плата должна соответствовать полноприводному поддону, поскольку его образец отличается от RB30. Существует также комплект RB30DETT, произведённый OS Giken в Японии, которая использует голову от RB26, и соответствует вкладышам, диаметр цилиндра и ход поршня по 86 мм. Двигатель рассчитан на мощности сверх 600 лошадиных сил. Существовал также двигатель RB30E, установленный в Nissan 240Z, показывающий результат прохождения 1/4 мили за 7,86 секунд при 285 км/ч, мощность двигателя — 1400 лошадиных сил.

## RB-X GT2
RB-X GT2 (REINIK) был специально спроектирован для Nismo 400R. Различие между этим двигателем и RB26DETT — то, что у двигателя увеличен объём (87,0 × 77,7 мм) до 2771 куб.см. Двигатель производит 331 кВт или 443 л.с. при 6800 оборотах в минуту и 469 Нм при 4400 оборотах в минуту. Этот двигатель был изготовлен с усиленным блоком цилиндров и головкой блока цилиндра, прокладкой головки из металла, поршнями с охлаждающими каналами, кованым коленчатым валом и шатунами, турбиной N1 с усиленным приводом, воздушным фильтром нулевого сопротивления, пайпингом из нержавейки, и спортивным катализатором, чего не было предложено для обычного RB26DETT.